# Бойович, Дарко
Дарко Бойович (словен. Darko Bojovič; 1 апреля 1985, Целе, СР Словения, СФРЮ) — словенский футболист, полузащитник. В настоящее время — детский тренер в клубе «Целе», тренирует команду 15-летних.

## Биография
Выступал за команды «Загорье» и «Дравиня» во Второй лиге Словении. Зимой 2007 года перешёл в австрийский «Дойч-Гориц». Зимой следующего года подписал контракт с черногорским клубом «Грбаль» из города Радановичи. В составе команды провёл 4 матча в Кубке Интертото 2008. Позже перешёл в «Петровац» из одноимённого города.
В сентябре 2009 года подписал контракт мариупольским «Ильичёвец», где получил 6-й номер. В составе команды провёл всего 1 матч в чемпионате Украины 18 октября 2009 года в матче против харьковского «Металлиста» (0:2). Дарко вышел на 82 минуте вместо Павла Кирильчика. В молодёжном первенстве Украины провёл 5 игр. В январе 2010 года покинул «Ильичёвец».
В сентябре 2010 года подписал контракт с клубом Второй лиги Словении «Шмартно 1928». В команде провёл всего 3 матча. В январе 2011 года перешёл в австрийский «Дойч-Гориц». Позже стал детским тренером в клубе «Целе».